# 羅茲季亞申
50°55′23″N 28°41′3″E / 50.92306°N 28.68417°E
羅茲季亞申（烏克蘭語：Розтяжин），是烏克蘭的村落，位於該國北部日托米爾州，由科羅斯堅區負責管轄，始建於1905年，面積0.61平方公里，海拔高度190米，2011年人口126，人口密度每平方公里259.02人。